# Aimé Becelaere
Aimé Becelaere (Ieper, 28 november 1874 - Torhout, 21 februari 1942) was burgemeester van Torhout.

## Levensloop
Aimé Jozef René Corneel Becelaere behaalde het diploma van onderwijzer en werd  onderwijzer en schoolhoofd van de lagere school bij de vrije normaalschool in Torhout. Hij was tevens drukker en gaf het weekblad De Torhoutse Bode uit. Hij trouwde met Coralie Depondt en ze hadden verschillende kinderen.
Becelaere stond bij herhaling op de lijst van de katholieke partij voor de wetgevende verkiezingen en werd in oktober 1932 tot senator verkozen. Hij bleef dit tot in 1936.
Hij was voorzitter van het Davidsfonds-Torhout en ondervoorzitter van de plaatselijke afdeling van de Bond van kroostrijke gezinnen. 

## Burgemeester van Torhout
In 1921 werd hij verkozen tot gemeenteraadslid van Torhout en in 1933 tot schepen.
Van 1939 tot 14 augustus 1940 was hij burgemeester.
Zijn zoon, Aimé Becelaere II was burgemeester van Torhout in 1975-1976.